# Torsnes kommun
Torsnes kommun (norska: Torsnes kommune) var en kommun i Østfold fylke i sydöstra Norge. Kommunen omfattade den sydöstra delen av nuvarande Fredrikstads kommun.

## Administrativ historik
Torsnes kommun upprättades den 1 januari 1910 genom utbrytning ur Borge kommun. Kommunen hade 1 538 invånare vid upprättandet.
Den 1 januari 1964 upplöstes kommunen och delades. Huvuddelen (med 1 274 invånare) fördes till Borge kommun medan ett obebott havsområde söder om Øra med öarna Hesteholmen, Langøya, Løvøya och Store Fret fördes, tillsammans med Glemmens kommun och en del av Borge kommun, till Fredrikstads kommun.
Hela området utgör sedan den 1 januari 1994 en del av Fredrikstads kommun.